# Кубок Італії з футболу 1939—1940
Кубок Італії з футболу 1939—1940 — 7-й розіграш Кубка Італії з футболу. У турнірі взяли участь 156 італійських клубів. Титул володаря кубка Італії вперше здобула «Фіорентіна», яка у фіналі переграла «Дженоа 1893».

## Календар
| Раунд            | Дата                          | Матчі | Клуби    |
| ---------------- | ----------------------------- | ----- | -------- |
| Попередній раунд | 3-7 вересня 1939              | 58    | 156 → 98 |
| Перший раунд     | 10-14 вересня 1939            | 32    | 98 → 66  |
| Другий раунд     | 17-21 вересня 1939            | 18    | 66 → 48  |
| Третій раунд     | 12-26 листопада 1939          | 16    | 48 → 32  |
| 1/16 фіналу      | 24 грудня 1939 - 4 січня 1940 | 16    | 32 → 16  |
| 1/8 фіналу       | 7-13 квітня 1940              | 8     | 16 → 8   |
| 1/4 фіналу       | 28 квітня 1940                | 4     | 8 → 4    |
| 1/2 фіналу       | 9 червня 1940                 | 2     | 4 → 2    |
| Фінал            | 17 червня 1940                | 1     | 2 → 1    |

## 1/16 фіналу
| Команда 1             | Рахунок | Команда 2            |
| --------------------- | ------- | -------------------- |
| 24 грудня 1939        |         |                      |
| Новара                | 0:2     | Мілан                |
| Фіорентіна            | 7:1     | Маніло Каваньяро (3) |
| Трієстіна             | 1:2 дч  | Лаціо                |
| Мачерата (3)          | 3:2     | Віченца (3)          |
| Рома                  | 6:1     | Понтедера (3)        |
| Б'єллезе (3)          | 0:3     | Ювентус              |
| Брешія (2)            | 4:2     | Сіракуза (3)         |
| Амброзіана-Інтер      | 1:2     | Торіно               |
| Анконітана-Б'янкі (2) | 1:3     | Модена               |
| Реджана (3)           | 1:2 дч  | Дженоа 1893          |
| Венеція               | 2:1     | Варезе (3)           |
| Савоя (3)             | 1:3     | Наполі               |
| Сієна (2)             | 5:3     | Савона (3)           |
| Болонья               | 3:1     | Ліворно (2)          |
| 25 грудня 1939        |         |                      |
| Барі                  | 2:0     | Катанія (2)          |
| 28 грудня 1939        |         |                      |
| Фьюмана (3)           | 0:0 дч  | Лігурія              |

Перегравання
| Команда 1    | Рахунок | Команда 2   |
| ------------ | ------- | ----------- |
| 4 січня 1940 |         |             |
| Лігурія      | 4:2     | Фьюмана (3) |

## 1/8 фіналу
| Команда 1     | Рахунок | Команда 2    |
| ------------- | ------- | ------------ |
| 7 квітня 1940 |         |              |
| Мілан         | 1:1 дч  | Фіорентіна   |
| Лаціо         | 2:0     | Мачерата (3) |
| Ювентус       | 3:1     | Рома         |
| Брешія (2)    | 3:1     | Торіно       |
| Модена        | 3:1     | Венеція      |
| Сієна (2)     | 0:2     | Барі         |
| Лігурія       | 2:1     | Болонья      |
| Наполі        | 0:1     | Дженоа 1893  |

Перегравання
| Команда 1      | Рахунок | Команда 2 |
| -------------- | ------- | --------- |
| 13 квітня 1940 |         |           |
| Фіорентіна     | 5:0     | Мілан     |

## 1/4 фіналу
| Команда 1      | Рахунок | Команда 2   |
| -------------- | ------- | ----------- |
| 28 квітня 1940 |         |             |
| Фіорентіна     | 4:1     | Лаціо       |
| Ювентус        | 3:0     | Брешія (2)  |
| Модена         | 1:2 дч  | Дженоа 1893 |
| Барі           | 3:0     | Лігурія     |

## 1/2 фіналу
| Команда 1     | Рахунок | Команда 2 |
| ------------- | ------- | --------- |
| 9 червня 1940 |         |           |
| Фіорентіна    | 3:0     | Ювентус   |
| Дженоа 1893   | 2:0     | Барі      |

## Фінал
| 17 червня 1940 |

| Фіорентіна  | 1:0 | Дженоа 1893 |
| ----------- | --- | ----------- |
| Келорія 26' |     |             |

| «Джованні Берта», Флоренція Арбітр: Р.Барлаззіна |